# إد بيردن
إد بيردن هو سياسي أمريكي، ولد في 22 مارس 1925، وتوفي في 20 يونيو 1997 في سينسيناتي في الولايات المتحدة. نشط حزبياً في الحزب الديمقراطي. وقد انتخب عضو مجلس نواب أوهايو ‏.